# رومانو دينيبوم
رومانو دينيبوم (بالهولندية: Romano Denneboom)‏ (29 يناير 1981 بسخيدام في هولندا - ) هو لاعب كرة قدم هولندي في مركز الهجوم. شارك مع منتخب هولندا لكرة القدم. أما مع النوادي، فقد لعب مع أرمينيا بيليفيلد وإن إي سي نيميخن وتفينتي أنشخيدة وسبارتا روتردام وفيلم تو تيلبورغ ونادي هيرنفين وFC Lienden ‏ وHarkemase Boys ‏.

## وصلات خارجية
- رومانو دينيبوم على موقع قاعدة بيانات كرة القدم.إي يو (الإنجليزية)
- رومانو دينيبوم على موقع ناشيونال فوتبول تيمز (الإنجليزية)
- رومانو دينيبوم على موقع عالم كرة القدم.نت (الإنجليزية)